# Kluge (película)
Kluge  es una película argentina de suspenso de 2010, dirigida por Luis Barone, escrita por Miguel Machalski, musicalizada por Arturo Cervino y Miguel Machalski, en la fotografía estuvo José Guerra, los protagonistas son Laura Harring, Alejandro Awada, Benjamín Rojas y Mausi Martínez. El filme fue producido por Cooperativa de Trabajo Kaos y se estrenó el 10 de mayo de 2010.

## Sinopsis
Una periodista de Francia, Anne, realiza un trabajo de investigación acerca de Argentina, para ello entrevista a mujeres profesionales. Empieza con Marisa Losada, dibujante de libros para chicos. La primera vez que se reúnen se intercambian accidental los celulares, los cuales son muy similares, y Anne recibe a la brevedad un llamado de Kluge, que piensa que habla con Marisa, a quien no conoce personalmente, y le hace una singular propuesta.